# Vito Sinisi
Vito Sinisi (Ripacandida, 26 novembre 1918 – Cielo del Mediterraneo, 24 giugno 1941) è stato un militare e aviatore italiano, decorato con una medaglia d'oro al valor militare alla memoria durante il corso della seconda guerra mondiale.

## Onorificenze

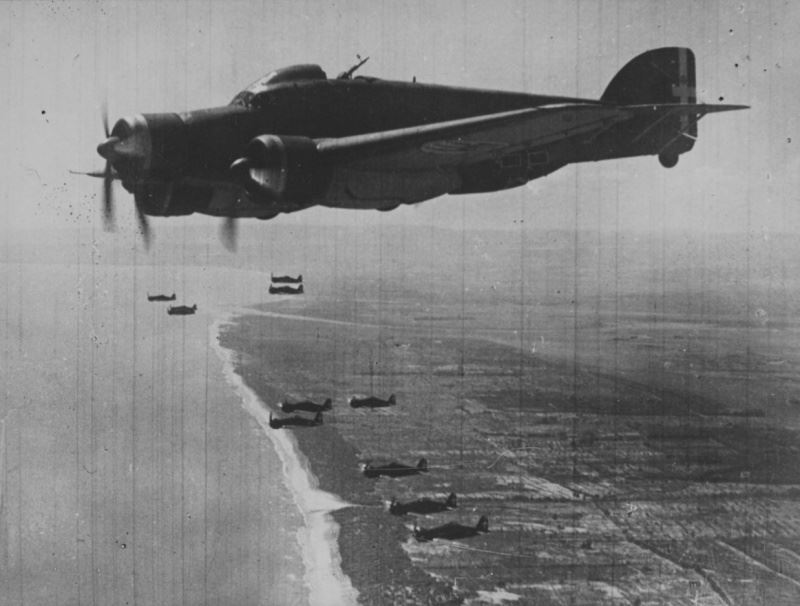
Un bombardiere aerosilurante Savoia-Marchetti S.79 Sparviero in volo scortato da caccia Aermacchi C.200 Saetta.

## Biografia
Nacque a Ripacandida nel 1918. Dopo aver frequentato la Scuola industriale di Melfi nel 1927 si arruolò nella Regia Aeronautica, frequentando il corso armieri presso la Scuola specialisti di Capua. Assegnato alla 180ª Squadriglia idrovolanti, tra il 1928 e il 1931 prestò servizio presso l'Aeronautica della Cirenaica. Rientrato in Italia con il grado di primo aviere, successivamente prestò servizio presso la 184ª Squadriglia idrovolanti del 3º Stormo Bombardamento Matittimo a Pola, poi sull'aeroporto di Foggia e infine al 20º Stormo Bombardamento Terrestre sull'aeroporto di Centocelle. Nel marzo 1935 partì per l'Africa Orientale Italiana partecipando alla guerra d'Etiopia per rientrare in patria nel 1936 con il grado di sergente maggiore. Nel corso del 1939 fu promosso maresciallo di 3ª classe, e dopo l'entrata in guerra del Regno d'Italia, il 10 giugno 1940, passò alla specialità aerosilurante, assegnato in forza alla 279ª Squadriglia, del neocostituito 131º Gruppo Autonomo Aerosiluranti. Nel giugno del 1941 con la sua squadriglia, equipaggiata con i Savoia-Marchetti S.79 Sparviero, fu distaccata sull'aeroporto di Derna. Cadde in combattimento il 24 dello stesso mese, e per il coraggio dimostrato in questo frangente venne decorato con la medaglia d'oro al valor militare alla memoria.

### Fonti
1. 1 2  Ufficio Storico dell'Aeronautica Militare 1969, p. 266.
2. 1 2 3 4 5  Combattenti Liberazione.
3. ↑  Gori 2000, p. 30.
4. 1 2  Quirinale, sito istituzionale, voce Onorificenze, dettagli decorato
5. ↑  Bollettino Ufficiale 1942, disp.2, pag.49 e disp.8, pag.367.